# Kék vércse
A kék vércse (Falco vespertinus) a madarak osztályának sólyomalakúak (Falconiformes) rendjéhez, azon belül  a sólyomfélék (Falconidae) családjához tartozó faj.
A fajt veszélyeztetettsége miatt a Magyar Madártani és Természetvédelmi Egyesület – a vetési varjúval együtt – 2009-ben „Az év madarává” választotta.

## Előfordulása
Kelet-Európában, valamint Ázsia Szibériától délre eső keskeny sávjában honos. A telet Afrika déli részén tölti. Elterjedési területe mintegy 4 380 000 négyzetkilométert foglal magába. Kóborló madárként felbukkanhat az Egyesült Királyságban, Írországban,  Norvégiában, Hollandiában, Belgiumban, Portugáliában, Gibraltáron, a Kanári-szigeteken, Szaúd-Arábiában, Jemenben, az Egyesült Arab Emírségekben, az Amerikai Egyesült Államokban, Üzbegisztánban, Tádzsikisztánban, Türkmenisztánban, a Seychelles-szigeteken, valamint Szomáliában.
Magyarországon elsősorban az alföldi megyékben költ, a Dunántúlon csak elvétve, ezen belül a Kisalföldön csak nagyon ritkán költ. Oroszországban, Ukrajnában, Szlovákiában, Magyarországon, az egykori Jugoszlávia területén, Bulgáriában található európai költőterülete, míg Ázsián belül a Bajkál-tó és a Kaukázus-hegység között húzódik fészkelőterülete.

## Megjelenése
Testhossza 30 centiméter, szárnyfesztávolsága 70–75 centiméter. A hím testtömege 130–160 gramm, a tojó 130–200 gramm. A hím sötét színezetű, lába piros, alsó farkfedői rozsdavörösek. A tojó fejtetője és hasa rozsdássárga, szürke hátán harántszalagok vannak, hasán nincs mintázat.
|  |  |

## Életmódja
Életterét a rövid füvű, gyakran legeltetett legelők közelében elhelyezkedő facsoportokkal borított erdőfoltok alkotják, ahol többnyire vetési varjak elhagyott fészkeit veszi igénybe költés céljából. Gyakran azonban egyesével fészkel. mivel táplálékának jelentős részét a sáskák adják, ezért fontos a kék vércsék számára a meglévő legelők további használata, mivel a felhagyott legelők sűrű, magas fűvel borított térségein nehezebben jut hozzá zsákmányához.
Röpte sebes és könnyed. Gyakran egy helyben lebeg (szitál), testét viszonylag függőlegesen tartva. Szárnycsapásai gyorsak, erőteljesek, gyakran néhány szárnycsapás-sorozat siklórepüléssel váltakozik. Ritkán kapja el levegőben az áldozatát, általában sebes zuhanás után a földön fogja meg a zsákmányát. Leginkább nagyobb rovarokkal, főként bogarakkal és egyenesszárnyúakkal táplálkozik, de étrendjében szerepelnek rágcsálók, békák és más kisebb gerinces állatok is. Kiemelkedő, magasabb tereptárgyakon pihen.
Magyarországon rendszeresen fészkel, az április és október közötti időszakot tölti hazánkban.

## Szaporodása
Síkvidéki erdőkben fészkel. A sűrűbb erdőket nem kedveli, itt csak a tisztások közelében költ. Fészket nem épít. Többnyire varjaknak a fákon lévő gallyakból álló fészkét foglalja el. Előszeretettel fészkel telepesen és a sólyomfélék többi tagjához hasonlóan más madárfajok fészkében költ. Telepei korábbi vetési varjak elhagyott fészkeiből állnak. Ezért a vetési varjak által létrehozott telepek mennyisége erőteljes mértékben érinti a kék vércse állományát is, amely leginkább az elmúlt évtizedekben véghez vitt varjúvadászat következtében nem csupán a varjak, hanem a vércsék létszámának visszaeséséért is felelős. Bár sokkal sikeresebben költenek a telepeken élő párok, napjainkra mégis a hazai állomány két harmada egyesével, elszigetelten költ, többnyire elhagyott szarka-, illetve dolmányos varjú fészkekben. Fészekalja  3–4 tojásból áll, melyeken 22–23 napig kotlik. A fiatal madarak 27 nap múlva repülnek ki.

## Védettsége
A Természetvédelmi Világszövetség Vörös Listáján sebezhetőként szerepel. A kék vércsék állományában egy mérsékelt állománycsökkenés megy végbe az utóbbi évek során, melynek oka elsősorban élőhelyük minőségének romlása és területének csökkenése. Világszerte mintegy 300 000 és 800 000 közé tehető egyedszáma, melyből csak Európában mintegy 26 000-39 000 pár fészkel. Tíz év alatt európai állománya mintegy 30 százalékos csökkenést szenvedett el. Az Európában élő madarak alkotják a kék vércse globális populációjának 25-49 százalékát. Nem csupán a fészkelőhelyéül szolgáló fák kivágása, hanem a rovarölő szerek hatása, illetve a mérgezések is negatívan befolyásolják létszámát. Európában szintén sebezhető fajnak számít. Magyarországon fokozottan védett, természetvédelmi értéke 500 000 forint. Hazánkban az alföldi területeken facsoportok ültetésével, a legeltetés fenntartásával, illetve a távvezetékek szigetelésével is segítik e madárfaj fennmaradását. A vetési varjak telepeinek védelme szintén alapvető a kék vércse populáció fennmaradása érdekében. Magyarországon 2001-ben mintegy 600-700 pár fészkelt a becslések alapján. A huszadik század derekán még több olyan kolóniája is volt az országban, melyek meghaladták a 100-200 párt. Csak Békés megyében az 1990-ben még 550 pár 1995-re 150 párra csökkent.

## Kék vércsés 50 forintos emlékérme
1988-ban a Világ Vadvédelmi Alap fennállásának 25. évfordulójára a Magyar Népköztársaság egy 50 forintos emlékérmét bocsátott ki, hátoldalán egy kék vércse ábrázolásával.